# ریچارد فرانکلین (بازیگر)
ریچارد فرانکلین (انگلیسی: Richard Franklin؛ زادهٔ ۱۵ ژانویهٔ ۱۹۳۶ – درگذشتهٔ ۲۴ دسامبر ۲۰۲۳) بازیگر و نویسنده اهل بریتانیا بود.
از فیلم‌ها یا مجموعه‌های تلویزیونی که وی در آن‌ها نقش داشته است، می‌توان به دکتر هو اشاره نمود. او در این مجموعه و در سازمانِ اطلاعاتی-نظامی یونیت در نقش «سروان مایک یتس» هنرنمایی کرد.